# JC Gonzalez
Juan Camilo Gonzalez, được biết đến dưới nghệ danh JC Gonzalez, là một diễn viên, ca-nhạc sĩ người Colombia. Sự nghiệp của anh bắt đầu năm 2009 khi anh ta tham gia đóng các quảng cáo ở Texas. Gonzalez cũng là một ứng cử viên cho Making Menudo, một chương trình truyền hình thực tế MTV mà trong đó hai mươi lăm ca sĩ song ngữ nam được giám khảo lựa ra. Gonzalez cũng đã xuất hiện trong các phim truyện và phim truyền hình, như Parks and Recreation và Los Americans.

## Tuổi thơ
Gonzalez sinh ra ở Bogota, Colombia. Anh ta có hai đứa em nhỏ. Gonzalez được phân loại là một đứa trẻ hiếu động, và do đó có biệt danh là "terremoto" (Động đất). Gonzalez và gia đình chuyển đến Houston khi anh 7 tuổi để em trai anh có thể được chữa trị y tế.
Gonzalez học tiểu học ở Gimmasio Los Caobos ở Bogota, Colombia và học tại Trường Trung học Clements  Sugar Land, Texas.

## Sự nghiệp

### Âm nhạc
Gonzalez đã ghi âm những bản đầu tiên cũng như một bản phối lại của bài hát "El Perdón" của Enrique Iglesias và Nicky Jam. Tính tới năm 2016, Gonzalez đang chuẩn bị cho album đầu tay của mình mang tên AwakIn, bao gồm các bài hát bằng cả tiếng Anh và tiếng Tây Ban Nha với sự hòa trộn của các giai điệu La-tinh với rap và pop của Mỹ.

### Truyền hình và điện ảnh
Gonzalez bắt đầu sự nghiệp diễn xuất bằng các quảng cáo truyền hình ở Texas. Sau khi tốt nghiệp trường trung học, Gonzalez chuyển đến Los Angeles, ở đó anh ta bắt đầu làm việc trong các quảng cáo và sê-ri truyền hình. Anh ta đã đóng các quảng cáo truyền hình cho Ford, Honda, và AT&T.
Vào tháng 1 năm 2007, Gonzalez tham gia thử giọng chương trình Making Menudo ở Los Angeles. Anh không được chọn, và vì vậy anh ta bắt đầu học khiêu vũ, và đi thử giọng một lần nữa ở Dallas. Ở Dallas, anh được lựa chọn bởi ca sĩ Puerto Rico Luis Fonsi và phát thanh viên Daniel Luna trong danh sách hai mươi lăm người sẽ đi đến thành Phố New York để quay sê-ri Road to Menudo. Gonzalez là một trong 15 người từ nhóm này tiếp tục để xuất hiện trên chương trình Making Menudo.
Như là một phần của chương trình, Gonzalez cùng với mười bốn nghệ sĩ khác, được đào tạo ca hát và nhảy múa ở South Beach trong gần bốn tháng.
Trong năm 2009, Gonzalez xuất hiện trên tập phim Thành phố kết nghĩa trong sê-ri Parks and Recreation với vai Jhonny, một thực tập sinh người Venezuela.
Trong năm 2010, Gonzalez đóng vai chính trong các video cho Kaya Rosenthal (Can't Get You Out of My Mind). Gonzalez cũng đã xuất hiện trong Locked Up Abroad, Hard Times, How to Rock, và Parenthood. Trong năm 2010, Gonzalez đóng một vai trong Victorious ở tập (Survival of the Hottest).
Gonzalez đóng trong Los Americans, một sê-ri trực tuyến phát hành tháng 5 năm 2011. Trong 2013, Gonzalez xuất hiện trong sê-ri trực tuyến Blue. Gonzalez cũng đã từng tham gia vào các sê-ri trực tuyến khác, bao gồm Ragdolls vào năm 2013. Trong năm 2015, Gonzalez đã vào vai của Jake trong chương trình NCIS: New Orleans ở tập Blue Christmas.

## Cuộc sống cá nhân
Gonzalez lớn lên trong Sugar Land, Texas, là vùng ngoại ô của Houston và hiện đang sống ở Los Angeles, California.

## Danh sách phim

### Phim & Video
| Năm  | Tiêu đề                                                       | Vai                             | Ghi chú                            |
| ---- | ------------------------------------------------------------- | ------------------------------- | ---------------------------------- |
| 2009 | Second Coming                                                 | Sĩ quan cảnh sát (vai Juan Sắt) | Video                              |
| 2012 | Slumber Party Slaughter                                       | Randy                           | Phim                               |
| 2014 | 11:11                                                         | Ryan                            | Phim ngắn                          |
| 2015 | Elena                                                         | Victor                          | Phim ngắn                          |
| 2015 | Hot Flash: The Chronicles of Lara Tate - Menopausal Superhero | Cock Block                      | Phim                               |
| 2017 | More Than Enough (Tiêu đề gốc: Good After Bad)                | Collin                          | Phim của Đạo diễn: Anne-Marie Hess |
| 2018 | Ernesto's Manifesto                                           | Logan                           | Phim                               |

### Truyền hình
| Năm  | Tiêu đề                                | Vai                        | Ghi chú                                                              |
| ---- | -------------------------------------- | -------------------------- | -------------------------------------------------------------------- |
| 2007 | Making Menudo                          | JC                         | Chương trình thực tế của MTV                                         |
| 2008 | Locked Up Abroad                       | Anh của Lia McCords        | Tập: Bangladesh Kênh National Geographic                             |
| 2009 | Parks and Recreation                   | Jhonny                     | Tập: "Thành phố kết nghĩa"                                           |
| 2010 | Sê-ri phim The Hard Times of RJ Berger | vũ công với con dao        | Tập: The Berger Cometh                                               |
| 2010 | Victorious                             | Ben                        | Tập: Survival of the Hottest                                         |
| 2010 | Parenthood                             | Người em                   | Tập: Orange Alert                                                    |
| 2011 | Big Time Rush                          | Costart                    | Tập: Big Time Strike                                                 |
| 2012 | How to Rock                            | Cầu thủ bóng đá đi bắt nạt | Tập: How to Rock a Newscast, TV Series                               |
| 2013 | RagDolls                               | Mateo                      | Tập: Bésame Mucho; The Sexy Bra; Undercover Date Agent; The Pot Shop |
| 2014 | I Didn't Do It                         | Mike                       | Tập: Lindy Nose Best                                                 |
| 2015 | NCIS: New Orleans                      | Jake                       | Tập: "Blue Christmas"                                                |
| 2018 | 9-1-1 (sê-ri truyền hình)              | Kyle                       | Sê-ri truyền hình                                                    |
| 2018 | Goliath (sê-ri truyền hình)            | DJ Diego Spiz              | Sê-ri truyền hình                                                    |

| Năm      | Tiêu đề                           | Vai                | Ghi chú |
| -------- | --------------------------------- | ------------------ | --- |
| Năm 2009 | Love Fifteen                      | Con trai Cindy Lee | Cindy Lee (Paola Turbay) |
| 2011     | Los Americans của Dennis E. Leoni | Paul Fido          | Tập: Đi đến Mexico, Sự thật đau lòng; Bí mật; Dẫn Chúng tôi ra khỏi cám dỗ; Vật gia truyền; Di sản; Cá và Khách; Chúc mừng sinh nhật |
| 2013     | Blue (sê-ri trực tuyến)           | Harry              | Tập: What Kind of a Name Is Blue? của Rodrigo Garcia                                                                                 |

### Quảng cáo
| Quảng cáo                               | Tờ    | Kênh           |
| --------------------------------------- | ----- | -------------- |
| Honda Fit (tiếng Anh/tiếng Tây Ban Nha) | Chính | Quốc gia       |
| Jack in the Box (tiếng Tây Ban Nha)     | Chính | Quốc gia       |
| Quảng cáo mùa thu HCCS                  | Chính | Vùng           |
| Nerf Vulcan Hasbro                      | Chính | Vùng           |
| Academy Sporting Goods                  | Chính | Vùng           |
| Trường Cao đẳng Cộng đồng Houston       | Chính | Vùng (Tổ chức) |
| Quốc gia                                | Chính | Trực tuyến     |
| Fiesta Rock                             | Chính | Vùng           |
| Connect EDU                             | Chính | Trực tuyến     |
| Nintendo Wii                            | Chính | Quốc gia       |
| KFC                                     | Chính | Quốc gia       |
| AT&T                                    | Chính | Quốc gia       |
| Ford Focus                              | Chính | Quốc gia       |

### Bài hát
| Năm  | Tên                    | Xếp hạng    | Xếp hạng    | Album                     |
| Năm  | Tên                    | E.E.U.U R&B | E.E.U.U Rap | Album                     |
| ---- | ---------------------- | ----------- | ----------- | ------------------------- |
| 2015 | Equation of Love       | —           | —           | Equation of Love – Single |
| 2015 | Quiet Game             | —           | —           | Quiet Game – Single       |
| 2015 | Cupid                  | —           | —           | AwakIN                    |
| 2015 | Zoom                   | —           | —           | Zoom – Single             |
| 2015 | Prendete               | —           | —           | AwakIN                    |
| 2016 | Solitary Conversations | —           | —           | 2moonS                    |
| 2016 | Luchando               | —           | —           | 2moonS                    |
| 2016 | Let me be me           | —           | —           | 2moonS                    |